# Ichijō-ji
El Hokkesan Ichijō-ji (法華山一乗寺?) es un templo de la secta Tendai en Kasai, Hyōgo, Japón. Fue establecido por orden del Emperador Kōtoku en 650.
La pagoda en Ichijō-ji finalizada en 1171 forma parte del Tesoro Nacional de Japón.
Su estilo arquitectónico es el nihongo o wayō (和様 - literalmente "Estilo japonés").
Ichijō-ji es el templo No.26 en el Canon Kansai de Peregrinación.

## Edificios que integran el centro de culto
- Pagoda - Tesoro Nacional de Japón. Construido en 1171.
- Santuario jinja (Templo Budista de Japón) - Propiedad cultural importante de Japón. Reconstruido en 1628.
- Gohōdō - Propiedad cultural importante
- Myokendō - Propiedad cultural importante
- Bentendō - Propiedad cultural importante
- Jōgyōdō
- Kaizandō
- Taishidō
- Campanario

## Galería

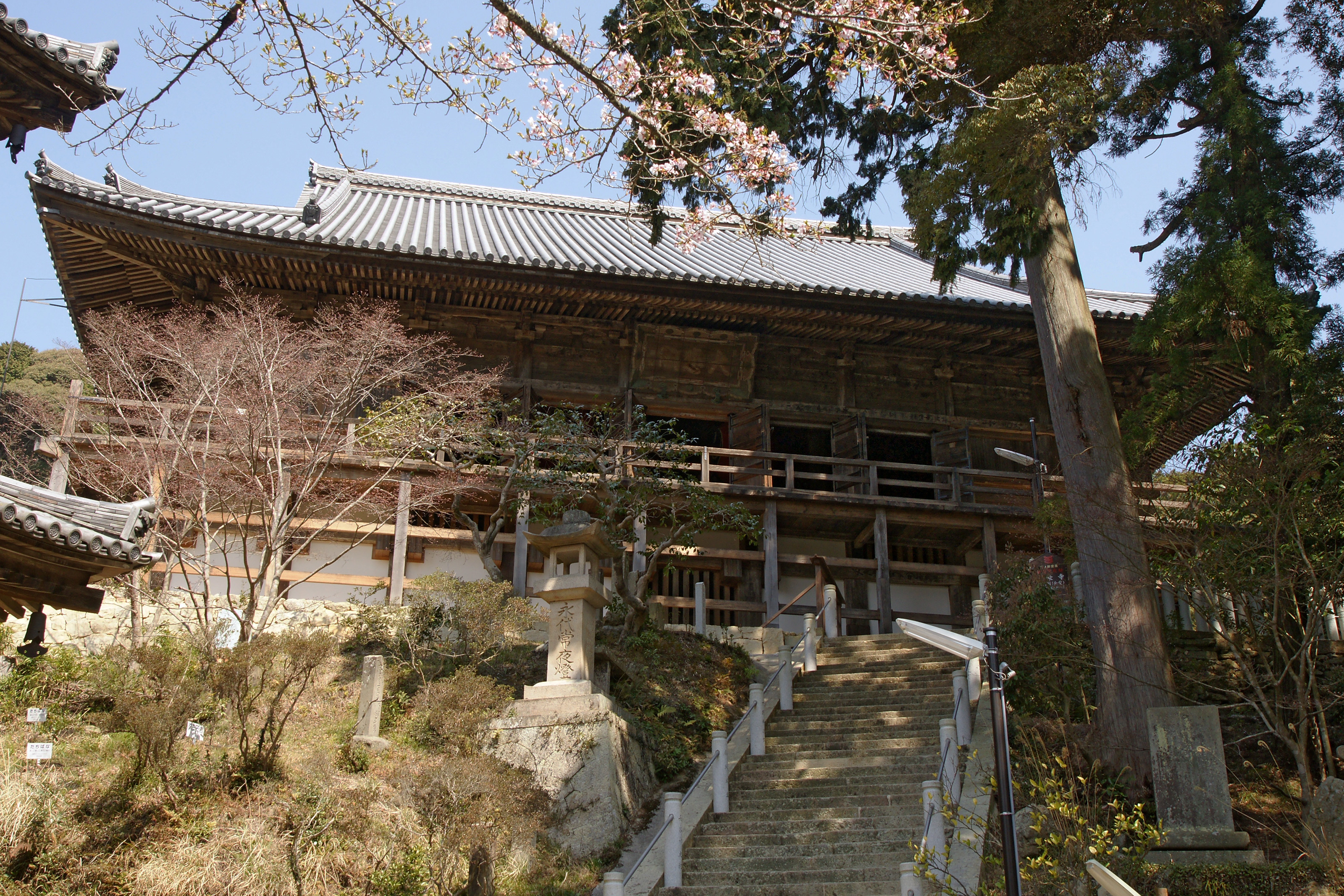
Santuario (Hondō)
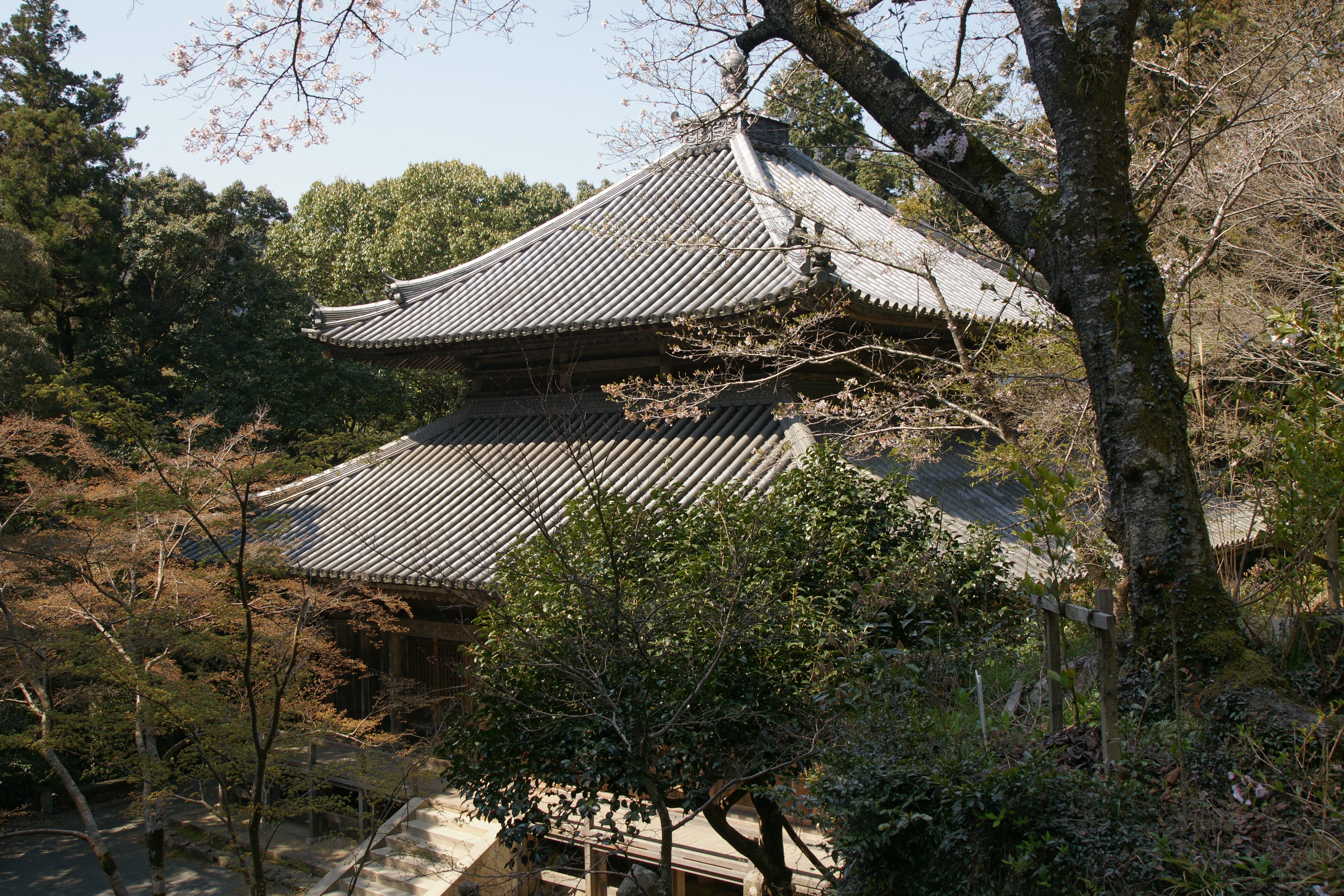
Jōgyōdō
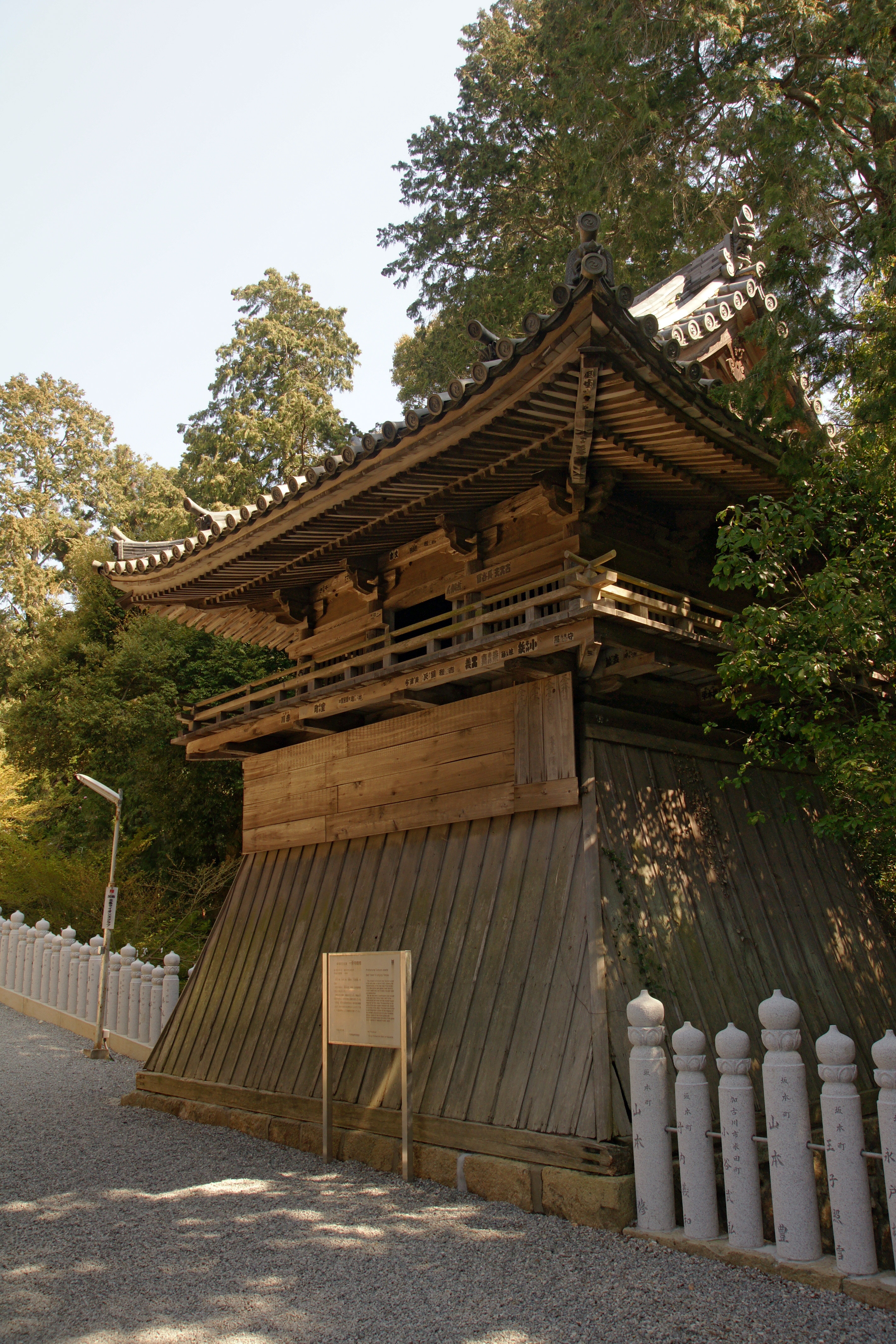
Campanario
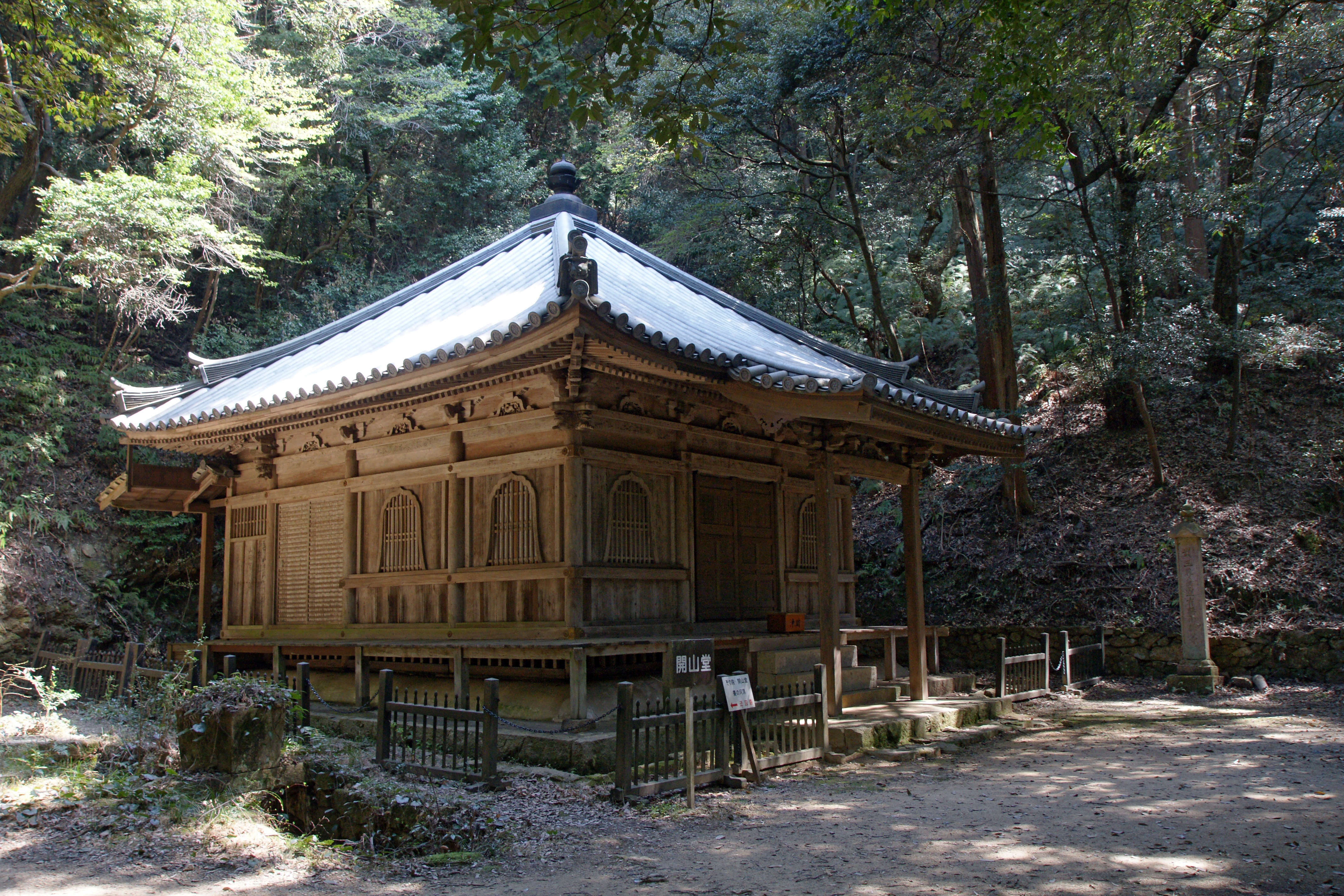
Kaizandō
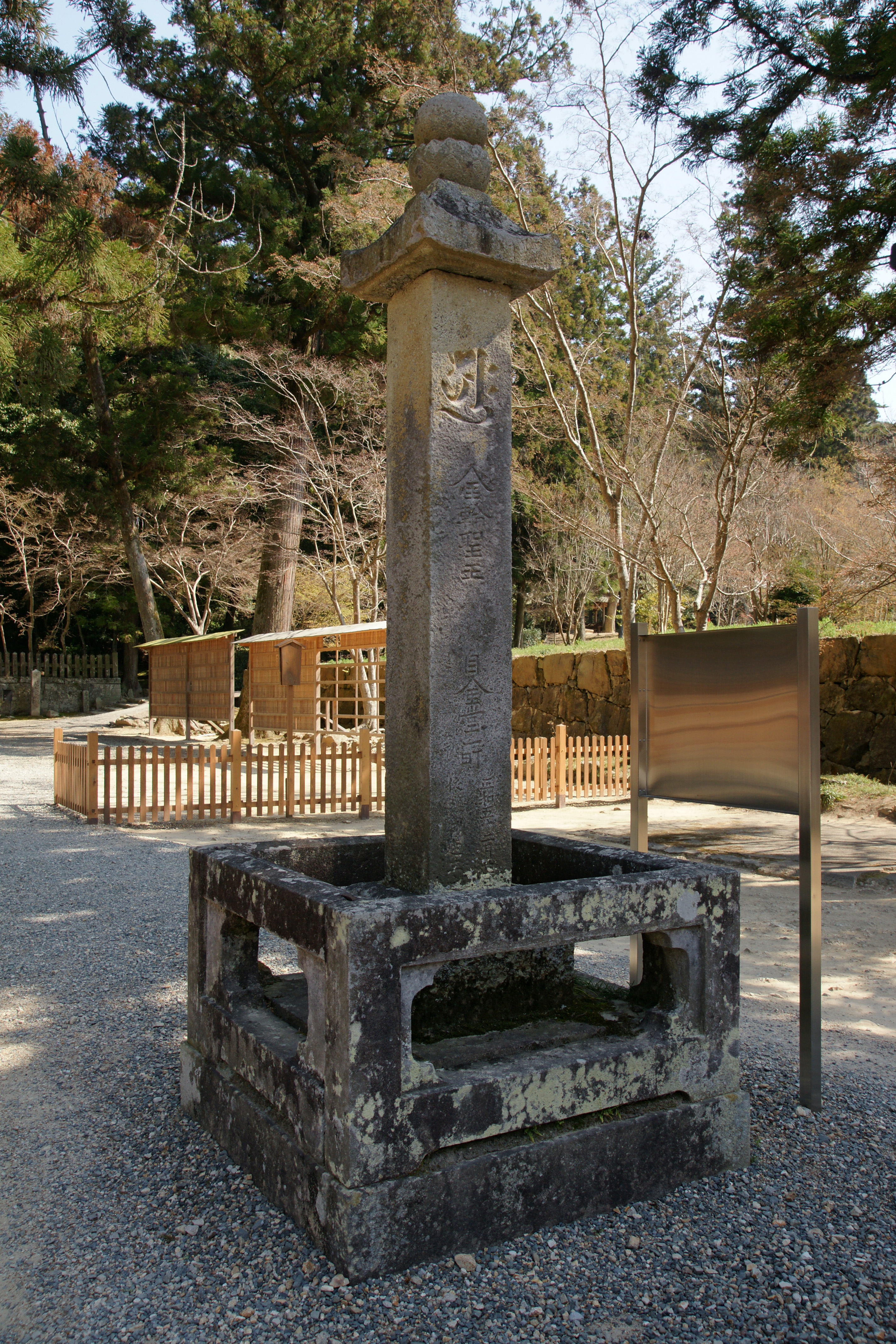
Kasa-Tōba